# Norové
Norové jsou etnická skupina žijící v Norsku a okolních státech, velká část norského etnika a jejich potomků žije ve Spojených státech amerických a Kanadě. Norové jako příslušníci etnické skupiny jsou skandinávští Germáni, mají počátek své etnogeneze již před počátkem našeho letopočtu, kdy území současného Norska začaly osídlovat ugrofinské kmeny Sámů (Laponců) a následně germánské kmeny.
Velký vliv na utváření norského etnika měla dánská nadvláda, kdy se stala dánština v hlavních sídelních oblastech běžně používaným jazykem. V 19. století proběhlo národní obrození. Norský venkov si své tradice a zvyky povětšinou udržel, stejně jako některé jazykové zvláštnosti (sensu lato).
Názvem mohou být také označováni státní příslušníci Norského království, bez ohledu na jejich etnický původ.

## Osobnosti
Proslavená je norská matematická škola. Jedním z nejvýznamnějších světových matematiků byl Niels Henrik Abel, věnoval se zejména funkcionální analýze. Sophus Lie vytvořil teorii spojité symetrie, Atle Selberg se věnoval rozvíjení teorie čísel, Caspar Wessel jako první nabídl geometrickou interpretaci komplexních čísel, Peter Ludwig Mejdell Sylow rozvinul teorii grup, Axel Thue je označován za zakladatele formálních jazyků. Není tudíž divu, že rozvinutá je tradičně v Norsku (jako i v jiných skandinávských zemích) také informatika. Například programátoři Ole-Johan Dahl a Kristen Nygaard byli tvůrci programovacího jazyka Simula 67. Nobelovu cenu za fyziku získal Ivar Giaever, za chemii Lars Onsager, za fyziologii May-Britt Moserová a její manžel Edvard Moser. Vilhelm Bjerknes je zakladatelem moderní meteorologie. Gerhard Armauer Hansen objevil bakteriálního původce lepry. Linného žákem byl botanik Martin Vahl. Mineralog Victor Goldschmidt patří k zakladatelům geochemie.
Ragnar Frisch, Finn E. Kydland a Trygve Haavelmo získali Nobelovu cenu za ekonomii. V dalších humanitních a sociálních vědách získali věhlas "zelený filozof" Arne Næss či sociolog Stein Rokkan. V politologii je průkopníkem výzkumu míru a konfliktů Johan Galtung, autor známých pojmů „pozitivní mír“ a „negativní mír“. Kodifikátorem jedné ze dvou oficiálních verzí spisovné norštiny, nynorsku, byl lingvista Ivar Aasen.
Norská literární věda hovoří o „Velké čtyřce“ klasických norských spisovatelů. Patří do ní Henrik Ibsen, Bjørnstjerne Bjørnson, Jonas Lie a Alexander Kielland. Bjørnson získal i Nobelovu cenu za literaturu, stejně jako Sigrid Undsetová a Knut Hamsun. Zakladatelem moderní norské literatury je Ludvig Holberg. K průkopníkům moderní literatury patřil též jazykovědec a historik Henrik Wergeland či Arne Garborg, který mimo jiné přeložil do norštiny Odysseu. Po druhé světové válce se prosadil Tarjei Vesaas. Nejvýznamnějším představitelem rozmachu skandinávské detektivky z počátku 21. století je Jo Nesbø. Velmi oceňovaným současným autorem dětské literatury je Jostein Gaarder, v humoristické literatuře je to Erlend Loe, v klasické beletrii Lars Saabye Christensen. Nejuznávanějším současným dramatikem je Jon Fosse.
Nejslavnějším norským malířem je bezpochyby Edvard Munch. Theodor Kittelsen se proslavil v Norsku jako ilustrátor starých bájí a lidových pověstí. Nejznámějším sochařem je Gustav Vigeland, architektem Sverre Fehn, nositel prestižní Pritzkerovy ceny, hudebním skladatelem pak bezpochyby Edvard Grieg. Ke známým skladatelům patří i Johan Svendsen. Z interpretů lze vzpomenout operní pěvkyni Sissel Kyrkjebø. V populární hudbě se prosadila v 80. letech synthpopová skupina A-ha s frontmanem Mortenem Harketem. Mezinárodní verzi soutěže Pop Idol vyhrál Kurt Nilsen. V současnosti se prosazuje například Alexander Rybak. Na Oscara byl nominován režisér Morten Tyldum. Ve filmech švédského režiséra Ingmara Bergmana se proslavila norská herečka Liv Ullmannová.
Asi nejslavnějším Norem všech dob je polárník a první muž, který stanul na jižním pólu Roald Amundsen. V jeho stopách šel dobrodruh a mořeplavec Thor Heyerdahl. Známými polárníky byli i Carsten Borchgrevink, Otto Sverdrup či Carl Anton Larsen. Legendárním kolonizátorem Islandu byl Erik Rudý. Podle nového výkladu je prvním Evropanem, který dosáhl amerických břehů, vikinský bojovník z 10. století Gunnbjörn Ulfsson. Jako misionář v Grónsku se proslavil Hans Egede.
Fridtjof Nansen a Christian Lous Lange získali Nobelovu cenu za mír. Jens Stoltenberg byl v letech 2014 až 2024 generálním tajemníkem NATO. Prvním generálním tajemníkem OSN byl Trygve Lie. Otcem norského sociálního státu je Einar Gerhardsen.
Osm zlatých olympijských medailí má biatlonista Ole Einar Bjørndalen, stejně jako běžec na lyžích Bjørn Dæhlie. Šest lyžařka Marit Bjørgenová, čtyři biatlonista Emil Hegle Svendsen, sjezdař Kjetil André Aamodt a rychlobruslař Johann Olav Koss. K nejlepším šachistům současnosti patří velmistr Magnus Carlsen.
Jako Američané s norskými předky se uvádějí Iggy Pop, Marilyn Monroeová či Paris Hiltonová.